# Centaurea serrulata
Centaurea serrulata là một loài thực vật có hoa trong họ Cúc. Loài này được Bellardi ex Colla mô tả khoa học đầu tiên năm 1834.